# ساندرا منصور
ساندرا منصور مصممة أزياء لبنانية سويسرية المولد. هي أول مصممة عربية تتعاون مع علامة الأزياء السويدية إتش أند أم .

## النشأة والتعليم
ولدت منصور ونشأت في جنيف في سويسرا.  بعد أن هرب والداها من لبنان إلى سويسرا خلال الحرب الأهلية اللبنانية. عادت مع والديها إلى بيروت في سن الثالثة عشرة وبقيت حتّى بلغت الثامنة عشرة، حين عادت إلى سويسرا لدراسة إدارة الأعمال في جامعة ويبستر بجنيف. بعد تخرجها من ويبستر ، حصلت منصور على شهادة في الفنون الجميلة من الفنون الجميلة في جنيف.  تدربت لاحقًا في تصميم الأزياء بإشراف إيلي صعب.  ثمَّ حصلت على درجة الماجستير في تصميم الأزياء من معهد مارانيوني في باريس.

## الحياة المهنية
أسست منصور دار الأزياء الخاصة به ، التي سميت باسمها، في بيروت عام 2010. لتكون المديرة التنفيذية لعلامة الأزياء والمصممة الرئيسة فيها.   سوقت شركة منصور لعملاء من الشرق الأوسط وأوروبا بشكل رئيسيّ حتى دخلت في شراكة مع موضة أوبيراندي لتوسيع قاعدة العملاء.
في عام 2017 ، حصلت منصور على لقب "المصمم العالمي الناشئ" ، الذي يمثل الشرق الأوسط ، في مبادرة (بالإنجليزية: Buro Fashion Forward)‏. أنشأت مجموعة فارفيتش بالتعاون مع (بالإنجليزية: Buro 24/7)‏.
تضرر مشغل ومنزل منصور في انفجار بيروت 2020 في 4 أغسطس 2020. في مقابلتها مع فوغ بخصوص الانفجار ، أشارت إلى أن المواطنين في الشوارع يساعدون بعضهم البعض بعد ذلك يمنحها الأمل في مستقبل لبنان.   إلّا أنها كانت في جنيف وقت الانفجار.  في وقت لاحق من ذلك الشهر ، أطلقت خط الأزياء زهرة دوار الشمس (بالفرنسية: fleur du soleil)‏ بالتعاون مع شركة إتش أند إم .    كان من المقرر إطلاق الخط، الذي يضم خمسة عشر قطعة، في 6 أغسطس لكنَّ أُجِّل بسبب الانفجار.   المجموعة مستوحاة من الفنانات بما في ذلك توينودوروثيا تانينغ و لينا ليكلرك و بيبي زغبي.  بعد إطلاق خط زهرة دوار الشمس (بالفرنسية: fleur du soleil)‏، تبرعت ساندرا منصور وإتش أند إم بمبلغ 100,000 دولار من العائدات إلى الصليب الأحمر اللبناني . منصور هي أول مصمم عربي يشترك مع شركة أزياء سويدية.  
ظهرت أعمالها في الملابس الجاهزة لربيع 2020 و2021 في مجلة فوغ. وارتدى من تصميمها العديد من المشاهير بما في ذلك سارة جيسيكا باركر، وكليو فون أديلسهايم، وإيكاترينا ماليشيفا، وجيجي حديد ، ومينغ شي، وزوي باستيل.